# Richard Waldemar de Chabert
Richard Waldemar de Chabert (født 6. marts 1815, død 6. oktober 1897) var en dansk officer.
Han var søn af Charles Texier de Chabert og Caroline Scheer og stammede fra en fransk familie fra Guadeloupe, der havde slået sig med i Dansk Vestindien. Chabert blev kadet 1830 og 1837 sekondløjtnant à la suite ved slesvigske infanteriregiment, indtrådte 1838 i nummer og blev 1842 ansat i 14. bataljon. Samme år blev han premierløjtnant i 17. bataljon, 1849 ansat i 5. reservebataljon og fik samme år kaptajns karakter og anciennitet. 1850 blev han kaptajn af 2. klasse, 6. oktober 1850 Ridder af Dannebrog og blev 1854 kaptajn af 2. klasse i 6. bataljon. 1863 blev han ansat i 11. bataljon og fik 1865 afsked som major. 1867 blev han oberst i fodfolkets forstærkning (chef for 37. bataljon) og blev 1880 afskediget.
15. maj 1850 ægtede han i Garnisons Kirke Ida Margrethe Dorph.
Chabert efterlod et manuskript, hvori han beskriver sine oplevelser i de to slesvigske krige og tiden ind imellem (1848-1864). Han skrev primært beretningen til sin søn Charles Christian de Chabert (1852-1922).